# Frantz Beauvallet
Pour les articles homonymes, voir Beauvallet.
Frantz Charles Paul Beauvallet, né à Paris le 12 juillet 1850 et mort à Paris 17e le 24 décembre 1889,, est un auteur dramatique, chansonnier et écrivain français.

## Biographie
Fils de Léon Beauvallet, il devient le directeur du théâtre Taitbout à Paris.
Ses pièces ont été représentées sur les plus grandes scènes parisiennes du XIXe siècle : Théâtre de la Gaîté, Théâtre des Folies-Dramatiques, Athénée-Comique, Théâtre Déjazet, etc.
Il meurt d'une affection de poitrine à 39 ans.

## Œuvres
- Faites le jeu messieurs !, comédie en un acte, 1871
- Le Forgeron de Châteaudun, drame en 5 actes, 1871
- Le Portier du no 15, drame en 5 actes, 1872
- Le Fils d'une comédienne, drame en 5 actes, avec Léon Beauvallet, 1873
- Les Femmes de Paul de Kock, pièce fantastique en 5 actes et 9 tableaux, avec Léon Beauvallet, musique de Chautagne, 1874
- Le Secret de Rocbrune, drame en 5 actes, avec Alfred Touroude, 1874
- Le Tour du monde en 80 minutes, voyage fantaisiste en 3 actes et 5 tableaux, 1874
- Le Papillon du Marais, comédie en un acte, mêlée de chant, avec Léon Beauvallet, 1876
- Suce-canelle, ou Les trois faubouriennes, avec Léon Beauvallet, 1879
- Le Crime de la place St Jacques, roman de mœurs contemporaines, avec Léon Beauvallet, 1881
- Mademoiselle d'Artagnan, drame en 5 actes et 11 tableaux, 1887
- Le Dragon de la reine, opéra comique en 3 actes, avec Adrien Decourcelle, musique de Léopold Wenzel, 1888
- Le Bal des flours, chansonnette, musique de Chautagne, 1888
- Cloches saintes, chant de Pâques, musique de Chautagne, 1888
- La Lettre à Maman, musique de Chautagne, 1888
- L'Ami Pierrot, chansonnette, musique de Marc Chautagne, 1889
- La Boîte à soldats, petite marche enfantine, musique de Chautagne, 1889
- Maman gâteau, chansonnette, musique de Chautagne, 1889
- Les Mémoires d'un âne, chansonnette, musique de Chautagne, 1889
- Le Cerf-volant d'or, chansonnette, musique de Chautagne, 1890
- Ne les réveillons pas !, chant militaire, musique de Chautagne, 1890